# X-шоу
X-Шоу — журнальна, різноманітна та інтерв’ю/розмовна програма, яка виходила в ефір на FX Network у США з травня 1999 по квітень 2001. Спочатку тривалість була одна година, але пізніше її було скорочено до півгодини. Шоу було «на тему хлопців», схоже на телевізійний еквівалент журналу Maxim (наприклад, співведуча Дафна Брогдон давала інтерв’ю в джакузі). X-Шоу мало багато ведучих і співведучих, як чоловіків, так і жінок, і часто представляло "споукмоделей"(приваблива і стильно одягнена особа, особливо молода жінка, яка щось рекламує або пропагує.). Ава Каделл була представлена в сегментах, які надавали сексуальну інформацію, а Кріс Гор веду сегменти про фільми.